# تضمين السعة
تضمين السعة (بالإنجليزية: Amplitude Modulation)‏ أو تضمين المطال أو تضمين الاتساع أو التضمين السعوي أو التضمين المطالي أو تضمين الوسع هو تقنية تضمين تُستخدم في الاتصالات الإلكترونية، يُعتبر الأكثر شيوعًا لنقل المعلومات عبر الموجة الحاملة الراديوية. يتغير في تضمين المطال، مطال (قوة إشارة) الموجة الحاملة بما يتناسب مع مطال إشارة الرسالة المرسلة. فإشارة الرسالة، على سبيل المثال، هي تابع الصوت الذي سيُعاد إنتاجه بواسطة مكبر صوت، أو شدة الضوء لوحدات البكسل في شاشة التلفاز. تتناقض هذه التقنية مع تضمين التردد، حيث يتغير تردد إشارة الموجة الحاملة، وتضمين الطور، الذي يتغير فيه الطور.
كانت إيه إم أول طريقة تضمين مُستخدمة لإرسال الصوت في البث الإذاعي. طُورت خلال الربع الأول من القرن العشرين، بدايةً من خلال تجارب الهاتف اللاسلكي التي قام بها روبرتو لانديل دي مورا وريجنالد فيسيندين في عام 1900. لا تزال هذه التقنية قيد الاستخدام اليوم في العديد من أشكال التواصل؛ على سبيل المثال، تُستخدم في أجهزة الراديو المحمولة مزدوجة المسار، وراديو الطائرات ذات التردد العالي جدًا، وراديو النطاق الترددي المدني، وفي أجهزة المودم الحاسوبية في التضمين المطالي المتعامد (كيو إيه إم). وكثيرًا ما تُستخدم إيه إم للإشارة إلى البث الإذاعي إيه إم بالموجة المتوسطة.

## نماذج
يعني التضمين في الإلكترونيات والاتصال عن بعد، تغيير بعض جوانب الإشارة الحاملة للموجة المستمرة مع شكل موجة التضمين التي تحمل المعلومات، مثل الإشارة الصوتية التي تمثل الصوت، أو إشارة الفيديو التي تمثل الصور. وبهذا المعنى، فإن الموجة الحاملة، التي لها تردد أعلى بكثير من إشارة الرسالة، تحمل المعلومات. في محطة الاستقبال، تُستخرج إشارة الرسالة من الموجة الحاملة المضمنة عن طريق فك التضمين.
في تضمين المطال، يختلف مطال أو قوة ذبذبات الموجة الحاملة. على سبيل المثال، في الاتصالات الراديوية إيه إم، يُضمن مطال إشارة الموجة الراديوية المستمرة (موجة حاملة جيبية) من خلال شكل موجة الصوت قبل الإرسال. يُضمن شكل موجة الصوت مطال الموجة الحاملة ويحدد غلاف شكل الموجة. في مجال التردد، ينتج تضمين المطال إشارة مع تركيز الطاقة على تردد الحامل وترددين جانبيين متجاورين. كل تردد جانبي يساوي عرض النطاق الترددي للإشارة المُضمنة، وهو صورة طبق الأصل للآخر. وبالتالي يُطلق على المعيار إيه إم أحيانًا «تضمين المطال بنطاق جانبي مزدوج» (دي إس بي-إيه إم) لتمييزه عن أساليب التضمين الأكثر تعقيدًا المستندة أيضًا إلى تضمين المطال.
من عيوب جميع تقنيات تضمين المطال، وليس فقط معيار إيه إم، هو أن جهاز الاستقبال يضخم ويكشف الضجيج والتداخل الكهرومغناطيسي بنسبة متساوية مع الإشارة. تتطلب زيادة نسبة الإشارة إلى الضجيج المستقبلة، على سبيل المثال، بعامل 10 (تحسن 10 ديسيبل)، زيادة قدرة المرسل بعامل 10. هذا على النقيض من تضمين التردد (إف إم) والراديو الرقمي حيث يُقلل تأثير هذا الضجيج بعد فك التضمين بفعالية طالما كانت الإشارة المستقبلة أعلى بكثير من عتبة الاستقبال. لهذا السبب، لا تُفضل إذاعة إيه إم للموسيقى والبث عالي الدقة، بل تُفضل للاتصالات الصوتية وإذاعة (الرياضة والأخبار والبرامج الإذاعية وما إلى ذلك).
تُعتبر إيه إم غير فعالة أيضًا في استخدام الطاقة؛ يتركز ما لا يقل عن ثلثي الطاقة في إشارة الحامل. لا تحتوي إشارة الموجة الحاملة على أي من المعلومات الأصلية التي تُرسل (مقل الصوت والفيديو والبيانات وغير ذلك). ومع ذلك، فإن وجودها يوفر وسيلة بسيطة لفك التضمين باستخدام كشف الغلاف، ما يوفر مرجعًا تردديًا وطوريًا لاستخراج التشكيل من النطاقات الجانبية. يلزم في بعض أنظمة التضمين المستندة إلى إيه إم، خفض طاقة جهاز الإرسال من خلال الحذف الجزئي أو الكلي من مكون الموجة الحاملة، إلا أن أجهزة الاستقبال الخاصة بهذه الإشارات أكثر تعقيدًا وتكلفة. يمكن للمستقبل أن يعيد توليد نسخة من تردد الموجة الحاملة (عادةً ما تُحول إلى التردد المتوسط) من موجة حاملة «دليلية» مضعفة إلى حد كبير (في إرسال الموجة الحاملة المضعفة أو دي إس بي-آر سي) لاستخدامها في عملية فك التضمين. حتى مع حذف الموجة الحاملة تمامًا في نظام إرسال الموجة الحاملة المكبوتة بنطاق جانبي مزدوج، يمكن إعادة توليد الموجة الحاملة باستخدام دارة كوستاس لتثبيت الطور. ولكن هذا لا يعمل مع نظام إرسال الموجة الحاملة المكبوتة للنطاق أحادي الجانب (إس إس بي- إس سي)، ما يؤدي إلى صوت «دونالد داك» المميز من هذه المستقبلات عند حثها قليلًا. ومع ذلك، يُستخدم النطاق أحادي الجانب على نطاق واسع في راديو الهواة والاتصالات الصوتية الأخرى نظرًا لكفاءة الطاقة وعرض النطاق الترددي (تقليل عرض النطاق الترددي للتردد اللاسلكي إلى النصف مقارنةً بمعيار إيه إم). من ناحيةٍ أخرى، يسمح معيار إيه إم مع الموجة الحاملة الكاملة، في البث الموجي المتوسط والقصير، بالاستقبال باستخدام أجهزة استقبال غير مكلفة. تستوعب جهة البث تكلفة الطاقة الإضافية لزيادة المستمعين المحتملين بشكلٍ كبير.
يُعد مرجع المطال من الوظائف الإضافية التي توفرها الموجة الحاملة في معيار إيه إم، إلا أنها تُفقد إما في نظام إرسال الموجة الحاملة المكبوتة بنطاق أحادي الجانب أو بنطاق جانبي مزدوج. في جهاز الاستقبال، يستجيب التحكم الأوتوماتيكي في الكسب (إيه جي سي) إلى الموجة الحاملة بحيث يبقى مستوى الصوت المُعاد إنتاجه في تناسب ثابت مع التضمين الأصلي. ومن ناحيةٍ أخرى، مع إرسال الموجة الحاملة المكبوتة لا توجد طاقة مرسلة أثناء التوقف المؤقت في التضمين، ولذلك يجب أن يستجيب إيه جي سي لذروة القدرة المُرسلة في فترات بلوغ الذروة في التضمين. يتضمن هذا عادةً ما يسمى الهجوم السريع، دارة الاضمحلال البطيئ التي تحمل مستوى إيه جي سي لمدة ثانية أو أكثر بعد بلوغ القمم، بين المقاطع أو فترات التوقف القصيرة في البرنامج. وهذا أمر مقبول للغاية لأجهزة الاتصالات اللاسلكية، حيث يساعد ضغط الصوت على وضوحه. ومع ذلك، فإنه غير مرغوب فيه على الإطلاق بالنسبة للموسيقى أو برامج البث العادية، حيث يُتوقع إعادة إنتاج طبق الأصل للبرنامج الأصلي، بما في ذلك مستويات التعديل المختلفة.
نموذج متواضع من إيه إم يمكن استخدامه لإرسال البيانات الثنائية هو إبدال بالفتح والغلق، وهو أبسط شكل من أشكال الإبدال بإزاحة المطال، حيث تُمثل الأصفار والواحدات بوجود الموجة الحاملة أو عدم وجودها. وبالمثل، يُستخدم الإبدال بالفتح والغلق من قبل هواة الراديو لإرسال شفرة مورس حيث يُعرف باسم تشغيل الموجة المستمرة (سي دبليو)، على الرغم من أن الإرسال ليس «مستمرًا» تمامًا. يُستخدم الآن نموذج أكثر تعقيدًا لتقنية إيه إم، وهو التضمين المطالي المتعامد مع البيانات الرقمية، مع زيادة كفاءة استخدام عرض النطاق الترددي المتاح.

## طرق فك التضمين
يتكون أبسط شكل من أشكال فك التضمين المطالي من الدايود الذي شُكل ليكون بمثابة كاشف الغلاف. من الممكن أن يوفر نوع آخر من فك التضمين، وهو كاشف الناتج، فك تضمين بجودة أفضل مع زيادة في تعقيد الدارة.

## الموجة الحاملة والموجة المحمولة
فالإشارة AM تشكل موجتين مضمومتين: الموجة الحاملة عالية التردد حيث تبلغ طول موجتها نحو 4 مليمتر بينما الموجة المحمولة ذات تردد منخفض ويبلغ طولها كما في الشكل نحو 4 سنتيمتر. هذه هي الطريقة المتبعة في الاتصالات في البث والاستقبال والإذاعي والبث والاستقبال التلفزيوني بطريقة الإشارات المتماثلية وقبل نشأة الاتصال بالتقنية الرقمية.

## إيجابياته
أبرز إيجابيات التضمين المطالي هي سهولة بنائه، ففي دائرة المضمن في ناحية الإرسال تحمل الرسالة على موجة حاملة, غالبا موجة جيبية (جا أو جتا) بتردد ما عن طريق توصيل مصدر الرسالة على التوالي مع مصدر الإشارة الجيبية ومن ثم إرسالها عبر [[قناة الإتصال الهوائيه. بينما في ناحية الاستقبال، يمكن لدائرة المستخلص أن تكون مجرد كاشف ظروف لاستخلاص الرسالة المرسلة ضمن الموجة الحاملة، وكاشف الظروف هذا هو عبارة عن ثنائي يتبعه مكثف، كذلك يمكن تحصيل الرسالة بطريقة أخرى وهي استعمال مرشح ترددات منخفضة. لذا تعتبر سهولة البلوغ هي أهم خصائص التضمين المطالي
.

## سلبياته
- يعيب التضمين المطالي شدة تأثره بالتشويش الجوي على عكس التضمين الزاوي بشقيه الطوري والترددي.
- كفائته الكهربائية منخفضة ولا تتجاوز في أحسن الأحوال 33.33% وتتأثر مباشرة بعامل يدعى درجة التضمين.
- كفاءة التضمين والاستخلاص في التضمين المطالي أقل منها في التضمين الترددي ويمكن التحقق من ذلك باستخدام راديو السيارة حيث أن معياري وضوح الصوت وجودته يميلان لصالح الترددي.

## طرائق التضمين المطال
- تعديل سعة منخفض المستوى[بحاجة لمصدر]

يتم التعديل بهذه الطريقة عند مستويات طاقة منخفضة، وطاقة صغيرة جدًا تكون مرتبطة بالإشارة الحاملة والإشارة المعدلة. لذلك فإن الطاقة الناتجة عن عملية التعديل تكون منخفضة. لذا فإننا نحتاج إلى مضخم إلكتروني لتضخيم السعة المعدَّلة لما هو مطلوب.
- تعديل سعة مرتفع المستوى